# منتخب أوزبكستان لكرة الصالات
منتخب أوزبكستان الوطني لكرة قدم الصالات هو ممثل أوزبكستان الرسمي في المنافسات الدولية في كرة الصالات .